# Stechschritt (Band)
Stechschritt ist eine Electronic-Body-Music-Band aus Sandersleben. Sie zählen neben A.D.A.C. 8286 zu den bekannten Gruppen der so genannten Anhalt EBM, einer dem Label Electric Tremor Dessau zugeordneten Mischung aus Oi! und EBM mit Anleihen an den Electropunk.

## Geschichte
Stechschritt wurde 2011 von Peter Richter gegründet. Im selben Jahr wurde auf dem sog. Familientreffen Sandersleben, einer Veranstaltung des Labels Electric Tremor Dessau, eine Demo-CD mit dem Titel S veröffentlicht.
Im Dezember 2012 hatte die Band ihren ersten Auftritt beim „The Bastards Are Back“ im Beatclub Dessau. El Weisio von A.D.A.C. 8286 half für das Konzert am Schlagzeug aus und wurde darauf festes Bandmitglied. Beide gründeten im darauffolgenden Jahr das gemeinsame Horrorpunk/Elektropunk-Bandprojekt White Trash Wankers. 
Das Debütalbum An die Front erschien 2013 über Electric Tremor Dessau als CD-R. Auf dem Album sind acht Lieder enthalten, davon sind zwei Tracks neu intonierte Punksongs (Schleim-Keim, Der Fluch) sowie ein Remix (von A.D.A.C. 8286). 
Das zweite, ebenfalls über Electric Tremor Dessau veröffentlichte Album Die neue Jugend erschien im März 2014. Elf Lieder sind auf dem Album, davon drei Coverversionen (Elite!, Schleim-Keim, Ton Steine Scherben), eine Neuinterpretation (Troops of Tomorrow von The Vibrators) und ein Duett mit Rummelsnuff. Gemastert wurde die Veröffentlichung von Henrik „Nordvargr“ Björkk.
Im Februar 2016 starteten Stechschritt mit Kulturgut Vol. 1 eine EP-Reihe, die sich ganz der Neuintonierung von Liedern widmet. Auf der ersten EP sind Der Fluch, Deutsch Amerikanische Freundschaft, Canal Terror, Rammstein und Schleim-Keim vertreten.
Im Jahr 2014 wurden Arbeiten an einem neuen Album bekanntgegeben. 
Januar 2017 wurde Kulturgut Vol. 2 veröffentlicht. Neuintoniert wurden Lieder von Pestpocken, Pouppée Fabrikk, Schleim-Keim, Gorilla Aktiv, Der Fluch und Toxoplasma. Darunter ist auf der EP ein Duett mit Ben Bloodygrave enthalten.
Am 24. Februar 2018, dem internationalen EBM-Day, veröffentlichte die Band die Single "Scheiss drauf / Krieg". Krieg ist eine Interpretation des Liedes War von Burzum. Scheiss drauf (Kontra & Negativ) wird mitunter auf dem kommenden Album zu hören sein.

## Stil
Die Band ist musikalisch im Bereich der Electronic Body Music und des Electropunk angesiedelt und orientiert sich an klassischen EBM-Interpreten wie Deutsch Amerikanische Freundschaft und Pouppée Fabrikk. Auch alternative Einflüsse, wie Punk, Oi! und Neue Deutsche Härte sind textlich und instrumental in der Musik stark vorhanden. Mit der Veröffentlichung der Single Scheiss drauf / Krieg sind auch Einflüsse aus dem Black Metal, wie Blastbeats und keifender Gesang, zu hören. Textlich werden neben den klassischen EBM- und Punk-Inhalten auch aktuelle Themen aufgegriffen. Die Band positioniert sich trotz provokant martialischem Auftreten antifaschistisch.

## Diskografie
- 2011: S (Demo, Selbstverlag)
- 2013: An die Front (Album, Electric Tremor Dessau)
- 2014: Die neue Jugend (Album, Electric Tremor Dessau)
- 2016: Kulturgut Vol. 1 (EP, Selbstverlag nur als Download)
- 2017: Kulturgut Vol. 2 (EP, Selbstverlag nur als Download)
- 2018: Scheiss drauf / Krieg (Single, Selbstverlag nur als Download)